# Martin Šimeček
Martin Šimeček (* 29. července 1967 Příbram) je bývalý český krasobruslař, závodící v tanečních párech.
V páru s Kateřinou Mrázovou startoval na ZOH 1992, 1994 a 1998, nejlepším výsledkem bylo 8. místo v Lillehammeru 1994. V letech 1987–1998 se pravidelně účastnil světových a evropských šampionátů (na konci 80. let s Andreou Juklovou, následně s Mrázovou), největším úspěchem bylo 6. místo na ME 1995.